# 古森もぐ
古森 もぐ（ふるもり もぐ ）は、日本の女性YouTuber、TikToker。
2020年12月にYouTubeチャンネルを開設し、2025年02月現在でチャンネル登録者48万人を突破している。